# Хаджиева, Рашида Галиакбаровна
Рашида Галиакбаровна Хаджиева (каз. Рәшида Ғалиақбарқызы Хаджиева; 21 ноября 1948, Целиноград, КазССР, СССР) — советская и казахская актриса, театральный педагог. Заслуженная артистка Казахской ССР (1987).
Муж — Жанат Хаджиев, театральный режиссёр и педагог, заслуженный деятель Казахстана.

## Биография
Родился 21 ноября 1948 года в Целинограде.
В 1972 году окончила с красным дипломом актерский факультет Московского театрального училища им. М.С. Щепкина при Государственном академическом ордена Ленина Малом театре СССР (Москва).
С 1972 по 1976 год — актриса Тургайского областного казахского музыкально-драматического театра.
С 1976 по 1983 год — актриса Казахского Государственного театра для детей и юношества.
С 1983 по 1996 год — актриса Тургайского областного казахского музыкально-драматического театра.
С 1996 года по настоящее время — актриса высшей категории Казахского государственного академического театра драмы им. М. Ауэзова.
Член Союза театральных деятелей Казахстана.

## Основные роли на сцене
- Из казахской классики и современной драматургии: В произведениях М. Ауэзова: Текти в «Карагозе» (реж. Б. Атабаев), Зейнеп в «Абае» (реж. Е. Обаев), Шолпан в спектакле «Айман – Шолпан» (реж. Ж. Есенбеков), Макпал в «Козы Корпеш – Баян Сулу» Г. Мусрепова (Ж. Хаджиев), Каныкей в драме «Рано проснулся, обдумал все» по мотивам романа «Абай» М. Ауэзова (реж. Ж. Хаджиев), Дарига в драме «Нас было трое» Т. Абдикова (реж. Ж. Хаджиев), Акбала в спектакле «Кровь и пот» А. Нурпеисова (реж. К. Жетписбаев), Назгуль в «Прощании со старым домом» Т. Нурмаганбетова (реж. Е. Обаев), Камажай в «Старшей сестре» Д. Исабекова (реж. Б. Омаров), Фарида в спектакле «Век без любви» С. Балгабаева (реж. А. Рахимов), Салима в спектакле «Прощай, любовь!» М. Макатаева (реж. Б. Атабаев), Кара кемпир в «кара кемпир» А. Амзеева (реж. Е. Обаев), Мать в «Красавице Камар» С. Торайгырова (реж. А. Рахимов), Желтая бабушка в комедии «Смеяться или плакать?» Е. Жуасбека (реж. М. Ахманов), и многие другие роли.
- Из мировой классики и современной драматургии: Шафак в «Ночи лунного затмения» (реж. М. Гладков), Елена Сергеевна в комедии «Продайте вашего мужа» М. Задорнова (реж. О. Кенебаев), леди Капулетти в «Ромео и Джульетте» Шекспира (реж. О. Салимов), Байбише в драме «Жить не нанося боль друг другу» (реж. Е. Обаев), Женщина в «Лавине» турецкого драматурга Т. Жуженоглы (реж. А. Какишева), Аклима в комедии «Выходят бабки замуж» Ф. Булякова (реж. А. Рахимов) и др.

## Награды
- 1973 — Почётная грамота Верховного Совета Казахской ССР
- 1987 — Заслуженная артистка Казахской ССР — за заслуги в области казахского и советского театрального искусстваб.
- 2012 — Орден Курмет — за вклад в развитие отечественного театрального искусства.[1]
- 2016 — Медаль «25 лет независимости Республики Казахстан»